# Iglesia de Nuestra Señora de Fátima (Jerez de la Frontera)
La iglesia de Nuestra Señora de Fátima es un templo parroquial de la localidad andaluza de Jerez de la Frontera, en la provincia de Cádiz, España. Se encuentra ubicada entre la barriada de la Constancia y la barriada España. La parroquia forma parte del Arciprestazgo de Jerez Centro.

## Historia

### Inicios
Entre enero y febrero de 1957 se celebra en Jerez de la Frontera unas “Santas Misiones”, y como parte de la misma se instala una caseta de lona en la Plaza de España. Al término de las Misiones los vecinos del barrio solicitaron que no se desmontase la caseta y que en ella se siguiese prestando asistencia religiosa como entidad filial de la parroquia de San Pedro, a la cual pertenecía la feligresía de ambas barriadas. A este primer lugar de culto se le conoció cariñosamente entre los vecinos, con el sobrenombre de “La Catedral de Lona”.
Al cabo de varios meses se decide cambiar de ubicación, para lo que se alquila un local destinado originalmente a almacén de materiales de construcción y situado en la propia barriada de España. Esta nueva capilla, que sería conocida en la feligresía como “El Santo Garaje” es bendecida el 16 de marzo de 1958. Se trata de un edificio de planta baja, amplio pero sin las condiciones necesarias para poder atender debidamente al culto y la asistencia de la feligresía, lo que hacía cada vez más imperiosa la necesidad de poseer un templo apropiado.
Pero no será sino hasta el 21 de mayo de 1964 cuando se otorgue acta constitucional de creación de la parroquia de Nuestra Señora de Fátima. La entrada en servicio de la nueva parroquia sería el 5 de septiembre del mismo año
La primera piedra del futuro nuevo templo sería colocada el 9 de mayo de 1966 iniciándose seguidamente su construcción bajo la dirección del arquitecto jerezano don Fernando de la Cuadra e Irízar, quien fuera arquitecto municipal de Jerez desde 1935 a 1971. Y siendo concluida la misma en el plazo de catorce meses. Para su emplazamiento se eligió un solar enclavado en el centro geográfico de la feligresía, concretamente entre las barriadas de España y la Constancia.
Las obras fueron ejecutadas con la financiación aportada por la Junta Pro-Templos, siendo el coste total de las mismas un montante cercano a los 4.000.000 de pesetas de la época
Con posterioridad a la construcción del edificio de la iglesia, el Cardenal Arzobispo de Sevilla, Dr. D. José María Bueno Monreal, se encarga de colocar la primera piedra de lo que posteriormente sería la casa parroquial.

### Consagración del nuevo templo
A las ocho de la tarde del sábado 25 de abril de 1967 dio comienzo, con la solemnidad propia del acto, la inauguración y bendición del nuevo templo parroquial de Nuestra Señora de Fátima.
La misma sería celebrada por don José María Cirarda Lachiondo Obispo auxiliar del Cardenal Bueno Monreal en Sevilla, con residencia en Jerez de la Frontera.
Ante el nuevo templo se congregaron una multitud de feligreses para tomar parte en el solemne acto y también una amplia representación de autoridades, entidades y personalidades de todo tipo:
- Don Javier López de Carrizosa: Teniente alcalde de la ciudad, en representación del alcalde
- Don Álvaro Domecq y Díez: Presidente de la Diputación de Cádiz
- Don Manuel Abad Fajardo: Reverendo cura párroco
- Don Buenaventura Sánchez Flacón: Coadjutor
- Don José Rodríguez: Párroco de la iglesia San Pedro y teniente arcipreste de la ciudad
- Don Antonio Gómez Villalobos: Presidente de la Universidad de Curas Párrocos
- Don Lino Muñoz: Maestro de ceremonias
- Escolanía de novicios del Carmen: dirigidos por el reverendo padre Gaspar Muñoz
- Representante de Junta Pro-templos
- Representantes de la Junta Parroquial

La ceremonia dio comienzo cuando Monseñor Cirarda, vestido de pontifical, procedió a bendecir el templo en su parte exterior, Una vez finalizada la ceremonia de la bendición externa del templo se procedió a la consagración del altar, momento aprovechado para colocar en él, junto al crucifijo, las reliquias de San Celestino y San Félix, traídas desde la Catedral de Sevilla.
Destacar que a lo largo de todo el acto de bendición, en una actitud muy acorde al nuevo espíritu conciliar, Monseñor Cirarda explicó pormenorizadamente a los fieles asistentes el significado del acto que se estaba celebrando. 

### Primera Eucaristía
Tras la finalización de la ceremonia de consagración Monseñor Cirarda junto con los reverendos señores son Manuel Abad Fajardo, párroco y don Buenaventura Sánchez Falcón, coadjutor procedió a concelebrar la santa misa
Tras la lectura del Santo Evangelio, Monseñor Cirdara pronunció una brillante homilía en la que tras glosar las enseñanzas de la Epístola y el Evangelio del día, invitó a todos a dar gracias a Dios por el hecho de tener hoy una nueva Iglesia.
Tras la finalización la santa misa se procedió a la firma del acta de apertura del nuevo templo, cerrándose el acto con una Salve.
Los feligreses despidieron al señor obispo-vicario con las mismas muestras de simpatía con que fue recibido, dándose por terminada la solemne ceremonia de parroquial de Nuestra Señora de Fátima

### Personas que han ejercido su ministerio en la parroquia
Los párrocos que han ejercido su ministerio en la parroquia desde su creación han sido:
- D. Manuel Abad Fajardo (5 de septiembre de 1964 - 30 de noviembre de 1968)
- D. Antonio González Montaño (30 de noviembre de 1968 - 16 de septiembre de 1977)
- D. Isidoro Gálvez Rodríguez (16 de septiembre de 1977 - 17 de noviembre de 1979)
- D. Buenaventura Sánchez Falcón (17 de noviembre de 1979 - 26 de junio de 2016)
- D. José María Rodríguez González (26 de junio de 2016 - actualidad)

Algunos de los coadjutores y administradores que han ejercido su ministerio en la parroquia desde su creación han sido:
- D. Buenaventura Sánchez Falcón
- D. Julián Gutiérrez Blasco (1968-1969)[2]
- D. José Carmé Ramírez (Años 70 y principios de los 80)
- D. Luis González Metola (Años 80)
- D. José Hachero Álvarez (1989-90)
- D. Antonio Sizuela Naranjo (2008 – 2009)
- D. Miguel Ángel Montero Jordi (2016)
- D. Ángel Arturo Vázquez Urízar (2016)

Algunos de los diáconos y seminaristas que han ejercido su pastoral en la parroquia desde su creación han sido:
- D. Juan Olmedo Vázquez
- D. Francisco Javier López-Cuervo del Rosal

## Descripción
Una de las características imperantes en el estilo arquitectónico de hoy día en el orden a la construcción de templos, es el de la sobriedad y sencillez. Esta nueva iglesia está dentro de esos cánones conjugados a la vez con unos sencillos ornamentos arquitectónicos muy en consonancia con las características del lugar en que se ha levantado la nueva parroquia.

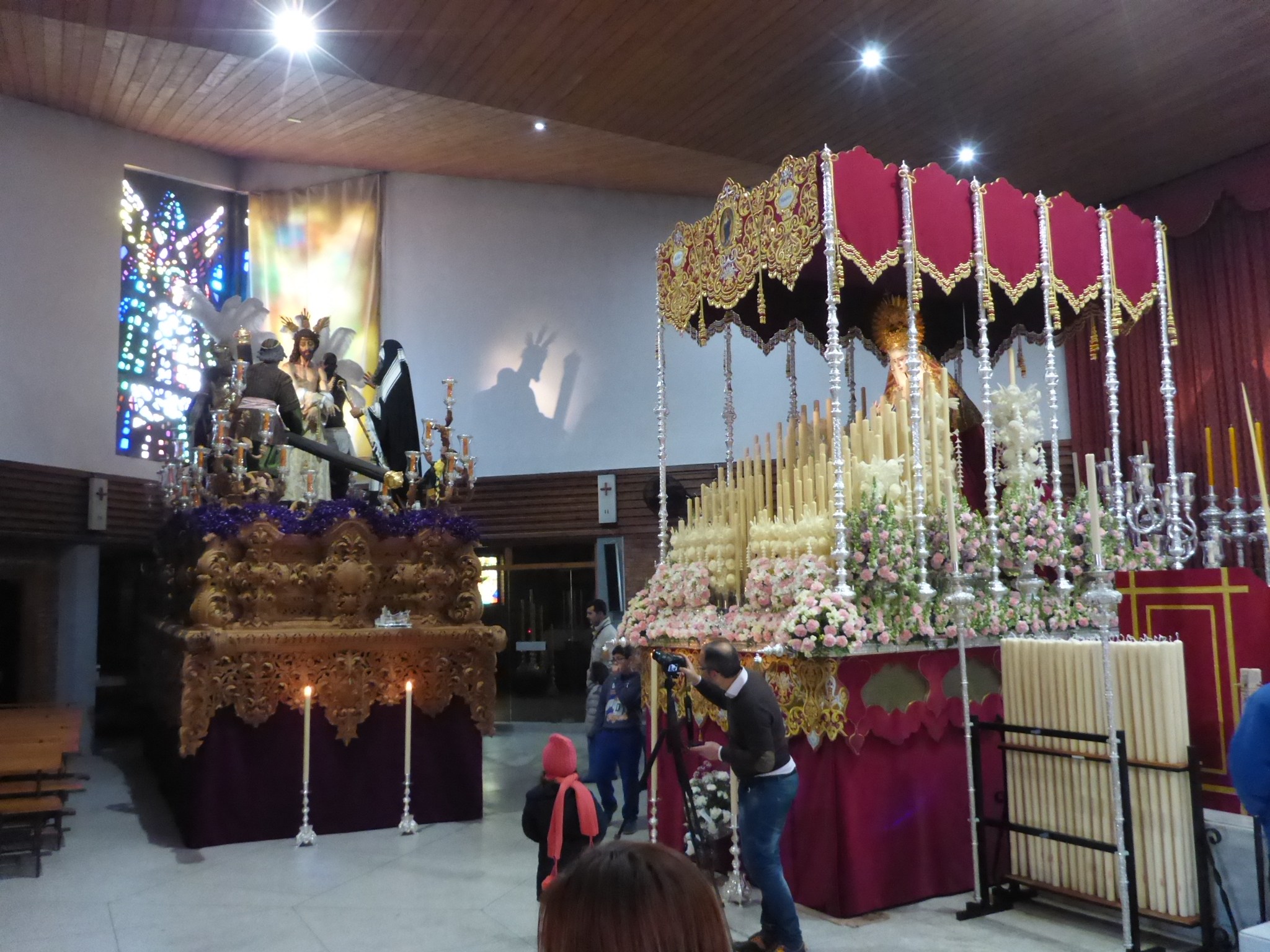
Interior del templo con los pasos de la Hermandad

Se trata de una iglesia de una sola nave hexagonal, en ladrillo visto. Siendo el ladrillo el material predominante, y su textura casi la exclusiva ornamentación del edificio. La fachada principal nos ofrece una amplia puerta con una gran cruz en el centro y en el lateral derecho un artístico y sencillo campanil. Unas puertas, originalmente de cristal ahumado, separan el corazón del templo del contacto directo con las grandes puertas de acceso. La disposición de estas cristaleras dan una grata sensación de aislamiento a la vez que de recogimiento al interior del templo.
Una vez en el interior de la iglesia se aprecia su disposición de la asamblea en forma de semicírculo cuyo centro está ocupado por el presbiterio, siguiendo las indicaciones del Concilio Vaticano II. El suelo tiene un ligero declive de manera que desde cualquier zona de la iglesia se puede ver el altar. Esta distribución de semicírculo permite que todos los fieles asistentes al culto estén de una forma más estrechamente unida al celebrante en el altar, respondiendo de esta forma al espíritu conciliar de que la Asamblea cristiana viva intensamente en toda su grandiosidad el Santo Sacrificio.
Se trata pues de un edificio, que al concebirse con un amplio espacio, parece aún mayor. Lo cierto es, que tiene un buen aforo, 400 personas sentadas y da la sensación que puede haber más en algunos eventos importantes.
El presbiterio es amplio. Todo él de mármol blanco. El altar se encuentra presidio por un gran crucificado y por la representación de Nuestra Señora de Fátima a su derecha y la oración del “Ave María” bajo su brazo izquierdo; destacando en general la sobriedad y sencillez del mismo. Destacar que en el mismo altar se encuentran las reliquias de San Celestino y San Félix, que fueron traídas desde la catedral de Sevilla para la bendición del templo. 
Todo el contorno interior de la iglesia así como el techo es de madera. El protagonismo de la cubierta se hace evidente con el cambio de material, expresando su autonomía al no llegar los paramentos verticales a entestar sobre ella. Asimismo y como único adorno en las paredes del templo aparecen las estaciones del Vía-Crucis, en sobrias chapas de metal negro sobre el que aparece una pequeña cruz de madera y la numeración romana.
El principal adorno del templo son, sin duda, sus grandes cristaleras de variado colorido, en las que se representan la aparición de la virgen de Fátima y los cuatro evangelistas, concretamente por medio de sus símbolos: cordero león águila y un ángel.
Las mismas estas están fabricadas con armazón de hierro y con trozos de vidrio de distintos colores.
El nuevo templo parroquial consta también de una capilla del Baptisterio, situada a la izquierda, con acceso directo por el pasillo de entrada al templo y separada del resto del interior de la iglesia por una cancela de hierro. En la capilla penitencial en la actualidad se muestra al culto el Señor de la Paz, junto a san José y la Virgen peregrina de Fátima
También existe una sencilla capilla que hace las veces de Sagrario, la cual está situada también en el lateral izquierdo, presidido por un magnífico cuadro de San Juan Grande y donde cada tarde al atardecer una luz tenue se filtra por los coloridos cristales de sus ventanales dando un aspecto acogedor que invita a la oración.
Finalmente, y de cara al presbiterio, se alza el coro. En lo que respecta al edificio en sí mismo y su ubicación en el espacio, el mismo muestra un complejo resultado volumétrico que confiere al conjunto una gran expresividad formal y un adecuado ajuste de cada pieza en el entorno urbano. 
En su realización original no se tomó en consideración la posibilidad de ejecutar una puerta de salida de pasos pese a que, casi desde le mismo año de su bendición, se organiza la Procesión de la Virgen de Fátima. Fue el 20 de febrero de 2004 cuando, tras más de 3 años de gestiones con el Ayuntamiento de la ciudad y el Obispado Asidonense, se inaugura la puerta de salida de pasos, situada en el lateral izquierdo del presbiterio. Fue la Virgen de Fátima la que abrió las puertas en solemne procesión el 29 de mayo de 2004.

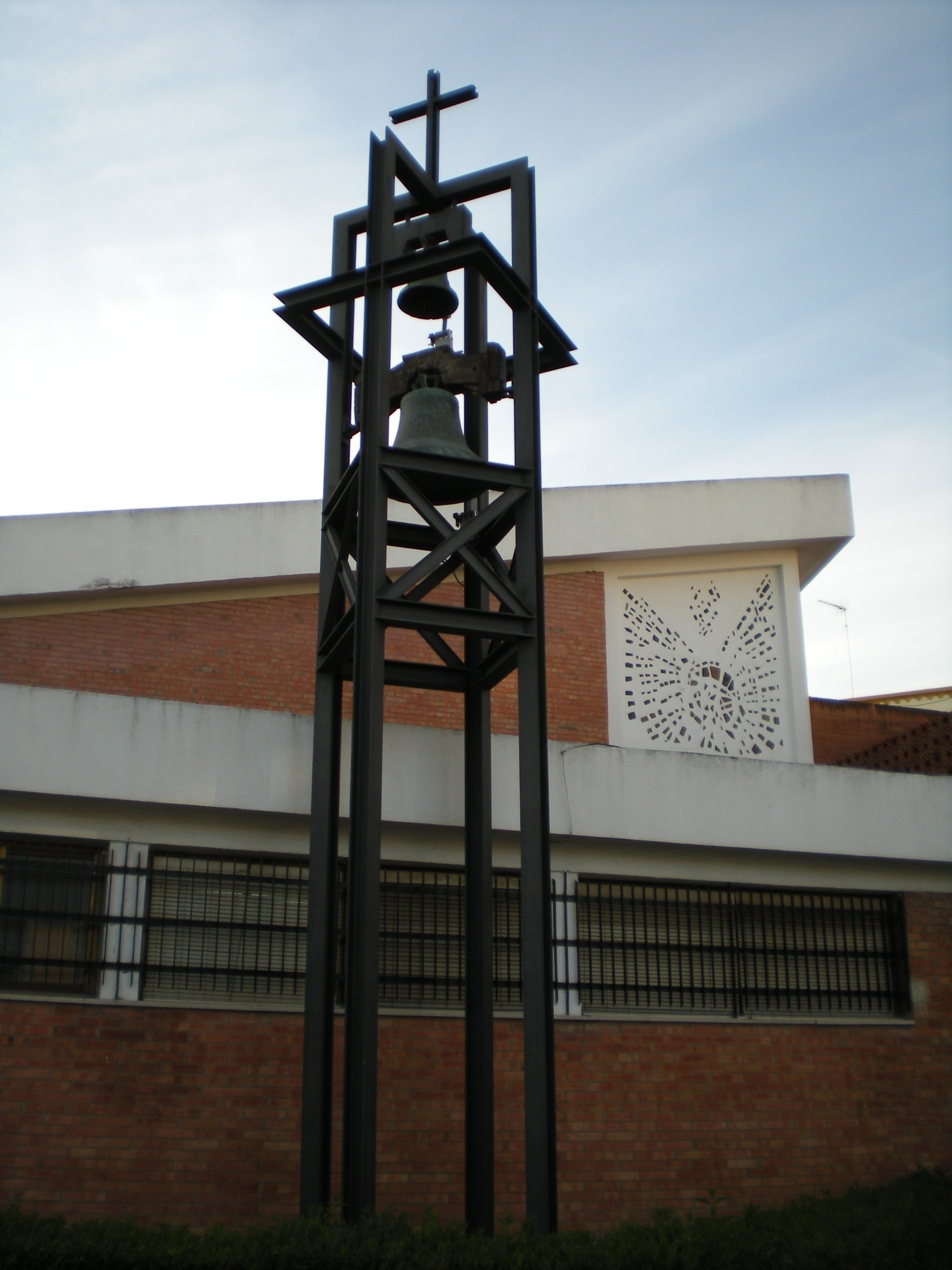
Campanario

Cuenta el templo con un campanario que cada domingo festivo y vísperas hace sonar su campana, dicho campanario fue inaugurado el mismo día de la puerta de salida de pasos. La campana proviene de la iglesia de San Miguel. Campanario de diseño original Don Fernando de la Cuadra, pero ejecutado a escala inferior que en proyecto.
El templo se compone además de unos salones, donde los diferentes grupos activos de la parroquia desarrollan sus actividades, Scouts, Catequistas y Hermandad, sin olvidar las reuniones de catequesis de adultos, Adoración nocturna, junta económica, caritas misiones, etc. 
Por todo ello no queda duda de que se trata de un templo moderno y sencillo

## Grupos parroquiales
- Junta Económica
- Cáritas
- Catequesis primera comunión
- Adoración Nocturna
- Coro Joven
- Grupo Scout Nuestra Señora de Fátima, fundado en 1968[3]
- Hermandad de la Santa Cruz y Cofradía de Nazarenos de Nuestro Señor Jesús de la Paz en el Desprecio del Pueblo, María Santísima Refugio de los Pecadores, Gloriosa Virgen de Fátima y Bendito Patriarca San José
- Acción Católica